# میدوی، شهرستان کینگ ویلیام، ویرجینیا
میدوی (به انگلیسی: Midway) یک منطقهٔ مسکونی در ایالات متحده آمریکا است که در شهرستان کینگ ویلیام، ویرجینیا قرار دارد.